# Jean Rufus
Pour les articles homonymes, voir Rufus (homonymie).
Jean Rufus ou de Maiouma était un Arabe du sud de la Palestine, d'un lieu appelé Bêt Rufîn. Il étudia le droit à Béryte (comme un peu plus tard Sévère d'Antioche) et fut ordonné prêtre à Antioche par Pierre le Foulon, entre 476 et 478. Quand celui-ci fut expulsé de son siège, il retourna en Palestine, où il connut Isaïe de Gaza et s'adjoignit bientôt (définitivement en 488) à Pierre l'Ibère, évêque miaphysite de Maiouma, auquel il succéda en 491.
Il écrivit son principal ouvrage, les Plérophories, sous l'épiscopat de Sévère (512-518). Cet ouvrage, du fait de sa virulente polémique contre le concile de Chalcédoine, n'a pas survécu en grec, mais il existe dans une traduction syriaque complète conservée dans deux manuscrits. Il est composé de 89 chapitres, qui sont autant d'anecdotes destinées à montrer, avec force prodiges et visions, que le concile de Chalcédoine est une hérésie nestorianisante.
On lui attribue parfois la Vie de Pierre l'Ibère.

## Référence aux écrits conservés
- CPG 7505-7507

## Étude
- François Nau, Les plérophories de Jean, évêque de Mayouma (1), Revue de l'Orient chrétien, 1898, p. 232-259.
- François Nau, Les plérophories de Jean, évêque de Mayouma (2), Revue de l'Orient chrétien, 1898, p. 337-392.